# Valea Poenii
Valea Poenii – wieś w Rumunii, w okręgu Bistrița-Năsăud, w gminie Livezile. W 2011 roku liczyła 167 mieszkańców.